# ウスリースク
ウスリースク（ロシア語: Уссури́йск, ラテン文字転写: Ussuriysk）は、ロシア連邦の沿海地方南部にある都市。人口は18万393人（2021年）。
ウラジオストクの100 kmほど北に位置し、シベリア鉄道と中国からの鉄道（旧・東清鉄道）・北朝鮮からの鉄道が合流・分岐する交通の要衝である。Yak-40級の飛行機が離着陸できる飛行場が存在する。沿海地方の農業の拠点、交易の拠点、そして陸軍の極東における重要拠点である。

## 特徴

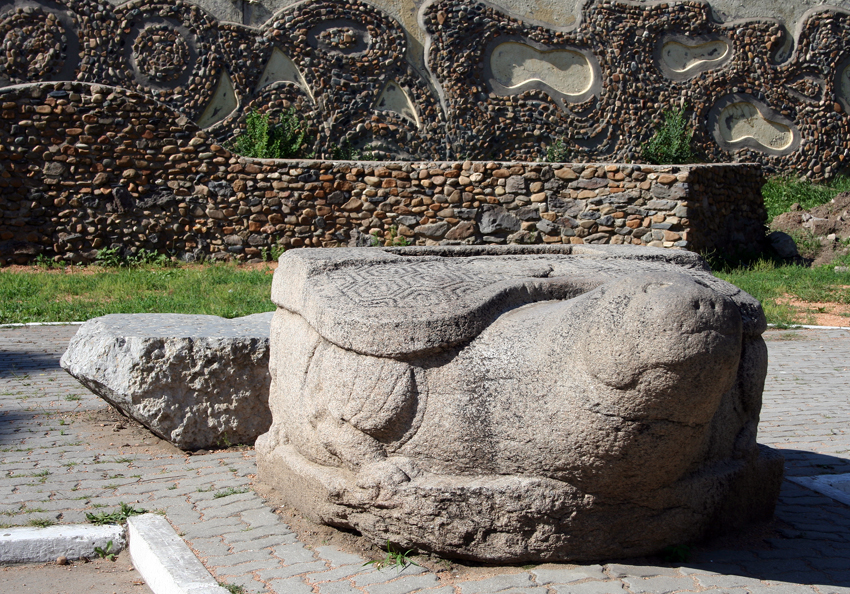
ウスリースクの公園にある亀の形をした石（亀趺）。12世紀にこの地を支配した金王朝のもので、石碑が上にあった

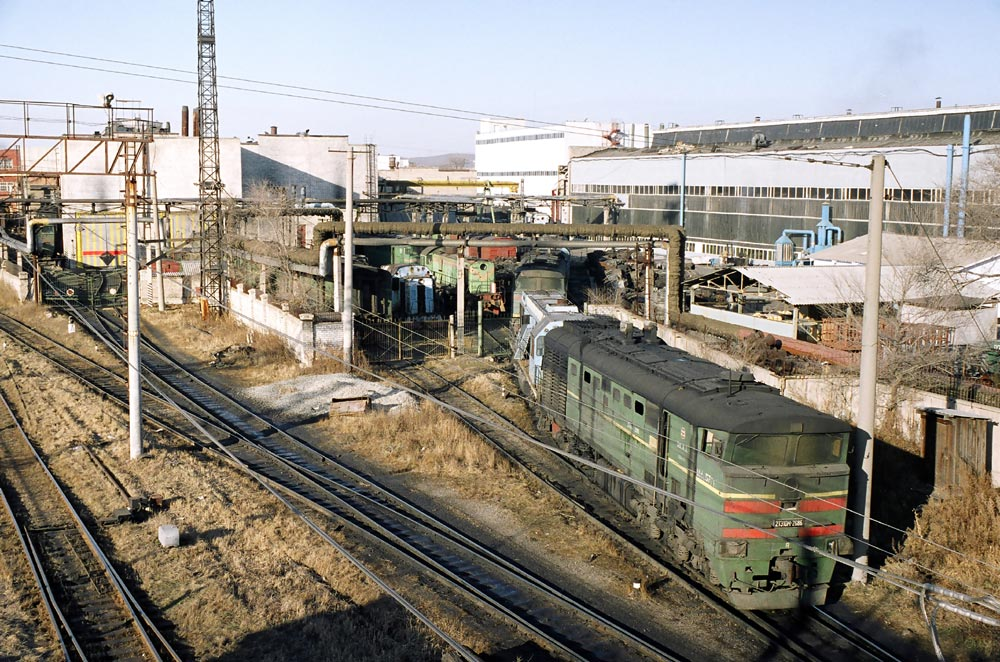
ウスリースク機関車工場

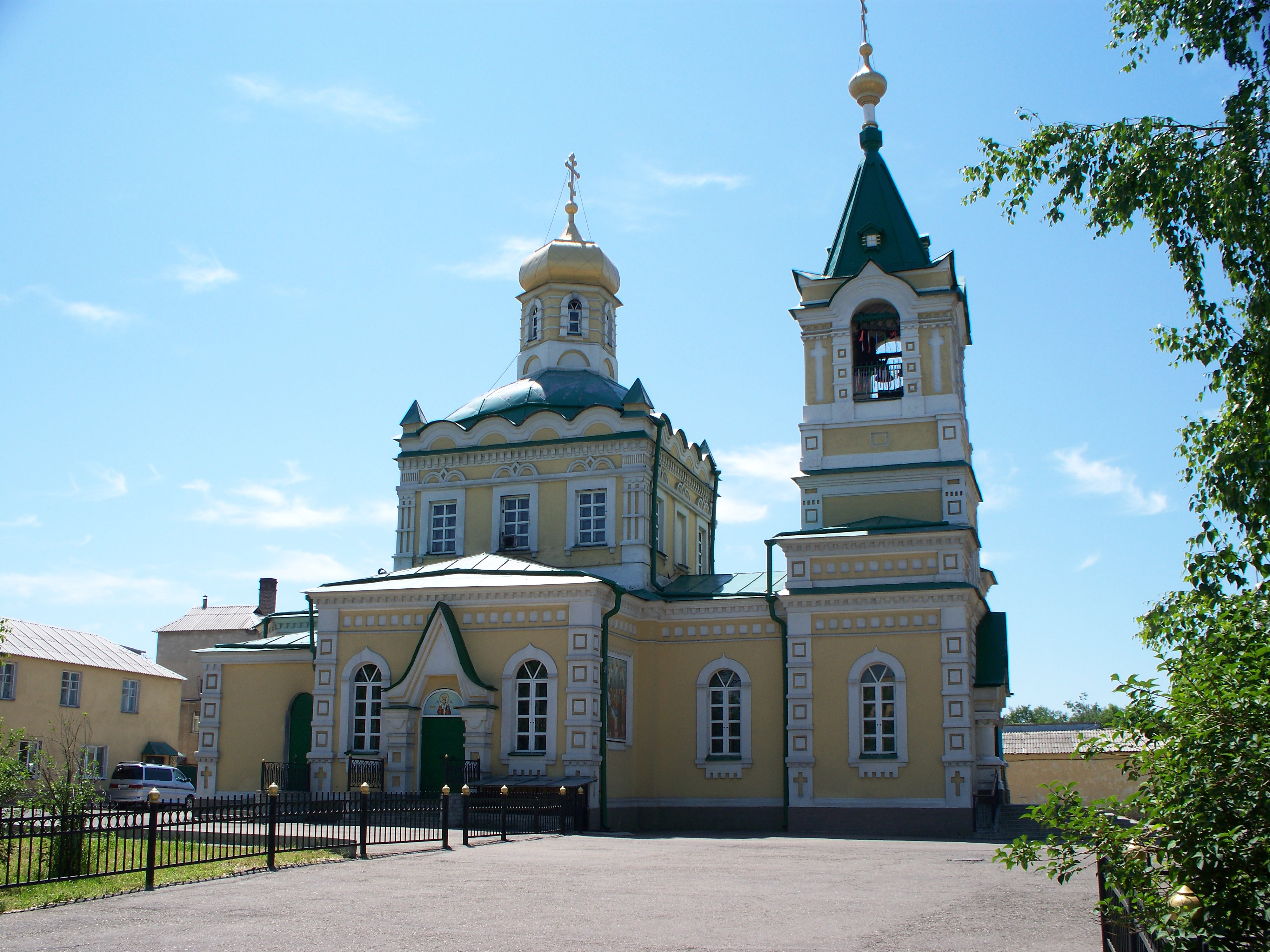
ウスリースク生神女庇護聖堂。1914年に建てられ、共産主義時代にも聖堂のままあり続けた

交易都市だけに中国・北朝鮮との密輸や日本車密輸、売春斡旋を行うマフィアの活動が盛んである。2004年には、ウスリースクを根拠にするマフィア幹部が自らの武勇伝や犯罪、投獄を「当事者」に演じさせた実録ドラマを地元テレビ局で放映させ、生々しい実話や実弾発射を用いたアクションなどで注目を集めた。
なお、ウスリースクはウスリー川沿岸地方に経済的影響力を持つが、その名に反してウスリー川やその支流は流れていない。
郊外に軍事基地がある。2024年にはウクライナ戦線に向かう北朝鮮兵士が駐留していることが報道された（北朝鮮のロシア派兵）。

## 歴史
かつては清国領でジュル・ホトン（満州語: ᠵᡠᡵᡠ
ᡥᠣᡨ᠋ᠣᠨ, ラテン文字転写: juru hoton; 中国語: 双城子）またはフルダン・ホトン（満州語: ᡶ᠋ᡠᡵᡩᠠᠨ
ᡥᠣᡨ᠋ᠣᠨ, ラテン文字転写: furdan hoton; 中国語: 富爾丹城）と呼ばれていた。1866年、この地が清国領からロシア領になって6年後、ニコライ1世の名をとってニコリスコエ（ロシア語: Никольское）村が置かれた。東清鉄道との連絡を図るウスリースク鉄道の建設後、この村の重要性は増大し、1898年、ニコリスク・ウスリースキー（ロシア語: Никольск-Уссурийский）市となった。1935年、スターリンの側近クリメント・ヴォロシーロフ将軍の名を取りヴォロシーロフ（ロシア語: Ворошилов）市に改称された。スターリンの死後ヴォロシーロフは失脚し、1957年、現在のウスリースク市に改称された。
第二次世界大戦後、シベリア抑留の日本人がウスリースクにも送られた。ウスリークスの抑留者は、劇場の建設作業などに従事して200人余が死亡。遺体は郊外の墓地に埋葬された。1997年には日本政府による遺骨収集事業が行われ、抑留者団体が埋葬地周辺で慰霊碑を建立した。
1988年、ロシア共和国政府決定により、市は、歴史都市に編入された。

## 産業
主な産業は農産物を利用した食品産業であり、ほかに金属工業や軍需産業がいくつかある。また、中国からの商品などを扱う卸売センターなど交易機能もある。一方、対中国戦用の地上部隊が多数集結しており、軍に依存した都市でもある。

## 交通
1893年に現在のシベリア鉄道の一部に当たるウラジオストク駅 - ウスリースク駅間がウスリー鉄道として開通した。また、シベリア鉄道の旧ルートである東清鉄道との接続駅でもあり、2013年まではハルビンから当駅を経由してハバロフスクおよびウラジオストクへ向かう国際列車が存在した。

## 名所
- ソビエト連邦の崩壊後多くのロシア正教の教会が再建されているが、市内中央の生神女庇護聖堂（Saint Intercession Church）は1914年に建設されて以降、1917年以来一度も手を加えられず、本来の教会のまま使われた沿海地方唯一の教会である。
- ソ連らしい巨大なパレード用広場があるほか、ロシア革命後の日本のシベリア出兵に伴う赤軍戦闘の記念碑などがある。
- 市の北方には、北東アジア最大級の湖でラムサール条約にも登録されている渡り鳥の楽園、ハンカ湖（興凱湖）がある。
- 市内のウスリースク・ドラマ劇場は1937年に建てられた、ロシア陸軍が保有する二つの劇場の内の一つである（もう一つはモスクワにある）。